# Ott Lepland
Ott Lepland, född 17 maj 1987 i Tallinn, är en estnisk sångare.

## Karriär
Ott Lepland föddes i Estlands huvudstad Tallinn och har sjungit ända sedan han var barn. Åren 1995 och 1996 släppte han fyra musikalbum med barnsånger. I mer än 10 år har han spelat piano. Han har även spelat i flera musikaler och pjäser. Vid tonåren lämnade han rampljuset för att fokusera på sina studier.
Han blev ordentligt känd i slutet av 2009 då han vann den tredje säsongen av Eesti otsib superstaari, den estländska versionen av Idols. Efter det släppte han sitt självbetitlade debutalbum år 2010.
År 2010 publicerades boken Ott, Lubage mul olla som handlar om Ott Lepland. En del av inkomsten från försäljningen av boken går till att hjälpa unga studera sång.
År 2011 vann han TV-programmet Laulupealinn. Han donerade prispengarna på 20 000 € till välgörenhet. I december 2011 släppte han sitt andra album Laulan ma sind.
Han nomineradas till fyra priser vid EMA 2013, en estnisk musikprisceremoni som hölls den 14 februari 2013. Hans ESC-bidrag "Kuula" var nominerat för "årets sång", hans tredje studioalbum Öö mu kannul käib var nominerat till både "årets album" och "årets popalbum", och han själv var nominerad till "årets manliga artist". Den 16 februari 2013 gästade han Dziesma 2013, grannlandet Lettlands nationella uttagning till Eurovision Song Contest 2013.

### Eurovision Song Contest 2012
Den 3 mars blev det klart att Ott Lepland skulle representera Estland i Eurovision Song Contest 2012 i Baku i Azerbajdzjan med sin låt "Kuula". Det blev så efter att han vunnit Estlands nationella uttagning Eesti Laul 2012. Lepland tog sig först förbi en semifinal innan han vann finalen mot 9 andra bidrag. I finalen tog han sig först vidare till en andra och avgörande omgång mot Lenna Kuurmaa. De två gjorde upp i ytterligare en omröstning där Lepland vann efter att ha fått 67% av telefonrösterna.
Han gjorde sitt framträdande i den andra semifinalen den 24 maj. Han lyckades därifrån ta sig vidare till finalen som hölls den 26 maj och där hamnade han på 6:e plats efter att ha fått totalt 120 poäng från de 41 röstande länderna.

## Diskografi

### Album
- 2010 – Ott Lepland
- 2011 – Laulan ma sind
- 2012 – Öö mu kannul käib

### Singlar
- 2009 – "Otsides ma pean su jälle leidma"
- 2010 – "Süte peal sulanud jää"
- 2010 – "Läbi öise Tallinna"
- 2010 – "Üheskoos on olla hea"
- 2010 – "Kohtume jälle"
- 2010 – "Sinuni" (med Lenna Kuurmaa)
- 2011 – "Öö"
- 2011 – "Tunnen elus end"
- 2012 – "Kuula"
- 2012 – "Imede öö"
- 2012 – "Kodu"
- 2012 – "Maagiline maa"

### Barnalbum
- 1995 – Oti jõululaulud
- 1996 – Oti suvelaulud
- 1996 – Ott ja Valged jänesed
- 1996 – Ott ja sõbrad